# Simon Flores
Artykuł ten został zgłoszony do umieszczenia na stronie głównej w rubryce „Czy wiesz”.
Pomóż nam go sprawdzić: oceń zgłoszoną nominację.
Simon Flores (ur. 28 października 1839, zm. 12 marca 1904) – filipiński malarz.

## Życiorys
Urodził się w San Fernando de Dilao, współczesnym Paco, w stołecznej Manili. Duży wpływ na jego formację artystyczną wywarli wuj Pio de la Rosa oraz Fabian Gonzales, twórca dekoracji na suficie pałacu Malacañang. Podjął studia na Academia de Dibujo y Pintura, gdzie kształcił się pod kierunkiem Lorenza Guerrero oraz Lorenza Rochy. Pochodził z rodziny, w której nierzadkie były zdolności artystyczne. Jego siostrzeńcem był bowiem malarz Fabian de la Rosa.
Za pierwszą znaczącą pracę Floresa uznaje się namalowany przezeń na zlecenie władz kolonialnych portret hiszpańskiego króla Amadeusza I z 1871. Dzieło to spotkało się z przychylnym odbiorem krytyki, a artysta podarował je władzom prowincjonalnym Pampangi. Prawdopodobnie znał już wówczas Ignacia Tambungui, z którym połączyła go serdeczna przyjaźń. Mężczyzna przedstawił Floresa rozmaitym zamożnym rodzinom, które to poczęły mu zlecać tworzenie portretów czy obrazów religijnych. Artysta poślubił ostatecznie siostrę przyjaciela, Simplicię.
Flores pozostawił po sobie około 20 portretów, w tym dwie wersje portretu rodziny Quiason. Inne obrazy portretowe, które wyszły spod jego pędzla ukazywały takie postacie jak Miguela Henson, Andrea Dayrit, Quintina Castor de Sadie, Severina Ocampo de Arroyo, Anastasia Sandiko Panlilio czy Lucila Panlilio. Prace te poświęcają wiele uwagi ubiorowi portretowanych, noszonej przez nich biżuterii, nie pomijają wreszcie wystroju ich mieszkań. Oddają przy tym szczegóły ze znacznym realizmem oraz dużą dokładnością. Wśród prac Floresa o tematyce religijnej wymienić należy El Bautismo de Cristo, San Roque, Parabola de la Mujer Arrepentida, La Inmaculada Concepcion oraz dwie wersje La Virgen Maria. Zlecano mu także opracowanie wystroju wnętrz w kościołach w niektórych miastach Pampangi, w tym tych w Mexico, Bacolorze, Betisie czy Santa Ricie.
Był pierwszym filipińskim malarzem, którego praca została doceniona na wystawie międzynarodowej. W 1876 jego obraz La Musica del Pueblo zdobył srebrny medal na wystawie w Filadelfii. W 1892 jego Despues de la Ultima Cena oraz El Prendimiento zdobyły główne nagrody na konkursie zorganizowanym dla uczczenia trzechsetlecia powstania San Juan de la Cruz. W 1895 z kolei jego La Expulsion nagrodzono srebrnym medalem na Regionalnej Wystawie Filipińskiej. Przed śmiercią zdążył jeszcze przedłożyć swe prace na wystawę światową w Saint Louis. Znalazł się wśród nich portret amerykańskiego przemysłowca Andrew Carnegiego. Zmarł 12 marca 1904 na skutek obrażeń odniesionych w wypadku.